# تاریکی (فیلم ۱۹۹۳)
«تاریکی» (انگلیسی: Darkness (1993 film)) فیلمی در ژانر ترسناک است که در سال ۱۹۹۳ منتشر شد.